# Зеленцов, Сергей Александрович
Сергей Александрович Зеленцов (21 сентября 1927, Москва — 1 марта 2017, там же) — советский и российский учёный в области вооружений, лауреат Государственной премии СССР, генерал-лейтенант авиации.

## Биография
В 1946 г. с золотой медалью окончил 1-ю Московскую специальную школу ВВС, в 1952 г. — факультет авиавооружения Военно-воздушной инженерной академии имени Н. Е. Жуковского.
С 1952 по 1970 г. — офицер, старший офицер отдела в 6-м управлении Министерства обороны СССР. В 1954 г. участвовал в войсковых учениях на Тоцком полигоне с применением авиационной атомной бомбы, в 1955 г. — в испытаниях на Семипалатинском полигоне термоядерных авиационных бомб мегатонной мощности при выполнении бомбометания с самолёта Ту-16.
В 1970—1974 гг. — заместитель начальника, в 1974—1986 гг. — начальник 6-го управления 12-го главного управления МО СССР.
В 1986—1992 гг. — главный инженер 12 ГУ МО СССР. Генерал-лейтенант авиации. Кандидат технических наук.
Участвовал в переговорах с США о сокращении стратегических наступательных вооружений, ограничении мощности подземных ядерных взрывов (зам. главы делегации).
С 1992 г. в отставке.

## Награды и звания
Награждён орденами Ленина, Октябрьской Революции, Красной Звезды (дважды), Трудового Красного Знамени, российским орденом Мужества, многими медалями.
Лауреат Государственной премии СССР.